# 南洋白头树
南洋白头树（学名：Garuga floribunda）为橄榄科嘉榄属下的一个种。